# Wachendorf (Mechernich)
Wachendorf ist ein Stadtteil der Stadt Mechernich im Kreis Euskirchen in Nordrhein-Westfalen.
Das Dorf liegt östlich von Mechernich. Durch den Ort verläuft die Kreisstraße 44.

## Geschichte
Am 1. Juli 1969 wurde Wachendorf nach Veytal eingemeindet.
Am 1. Januar 1972 wurde die Gemeinde Veytal (mit Ausnahme des Ortsteils Schwerfen, der zur Stadt Zülpich kam) in die Gemeinde (heute Stadt) Mechernich eingegliedert.

## Sehenswürdigkeiten
- Das Schloss Wachendorf mit mittelalterlichem Ursprung erhielt sein heutiges Aussehen Ende des 19. Jahrhunderts. In seinem Inneren befindet sich unter anderem ein buddhistisches Zen-Zentrum.
- Die Kapelle St. Petrus wurde vermutlich im 9. oder 10. Jahrhundert errichtet und im 15. Jahrhundert um den Chor ergänzt. Die Glasmalereien schufen Franz Binsfeld im Jahr 1933 sowie Paul Weigmann im Jahr 1977.
- Südwestlich des Ortes steht die als Privatinitiative erbaute, im Jahr 2007 eingeweihte Bruder-Klaus-Feldkapelle des Schweizer Architekten Peter Zumthor. Der moderne Andachtsraum ist dienstags bis sonntags von 10 bis 16 Uhr geöffnet.

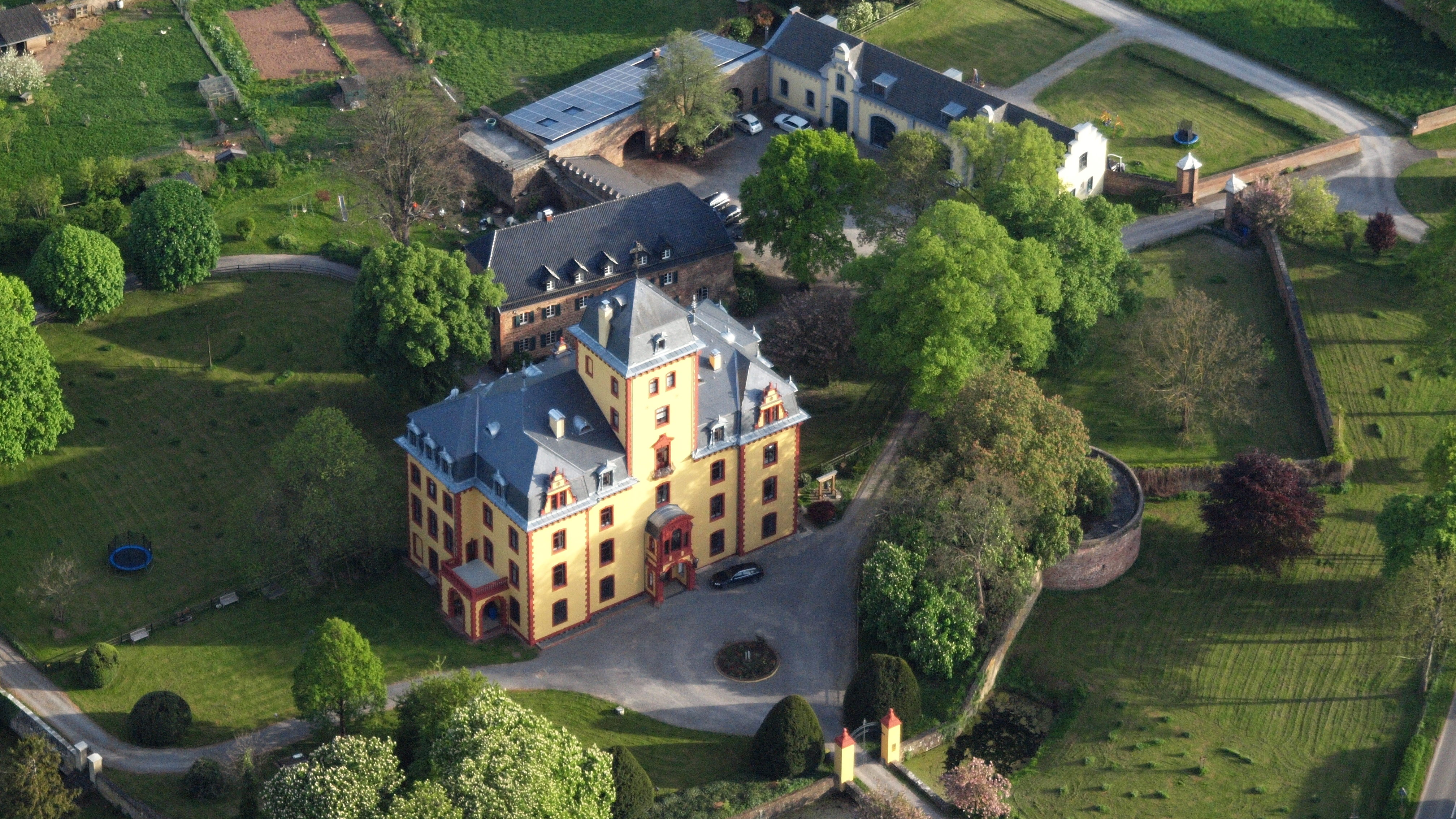
Schloss Wachendorf, Luftaufnahme (2015)
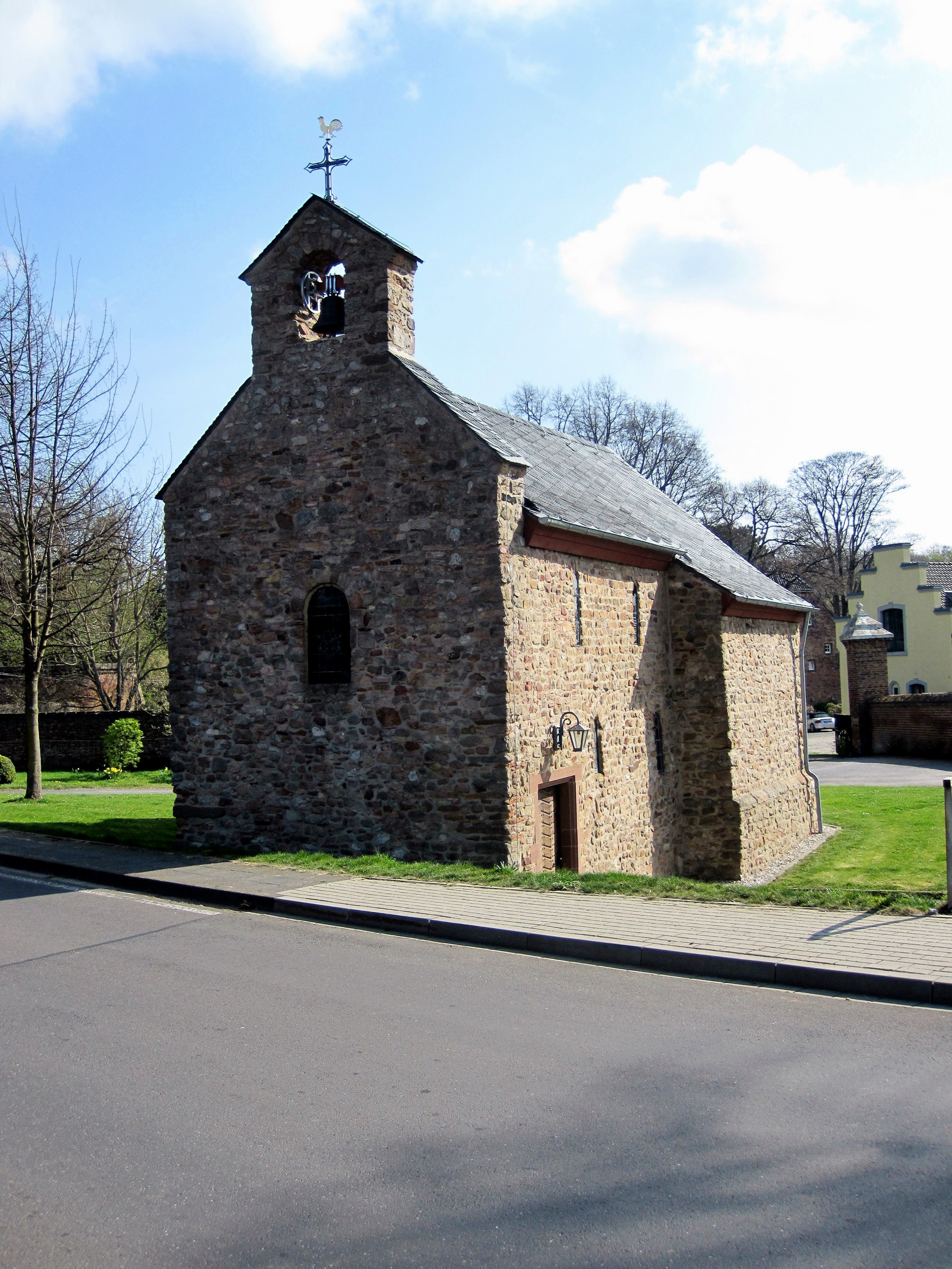
Kapelle St. Petrus
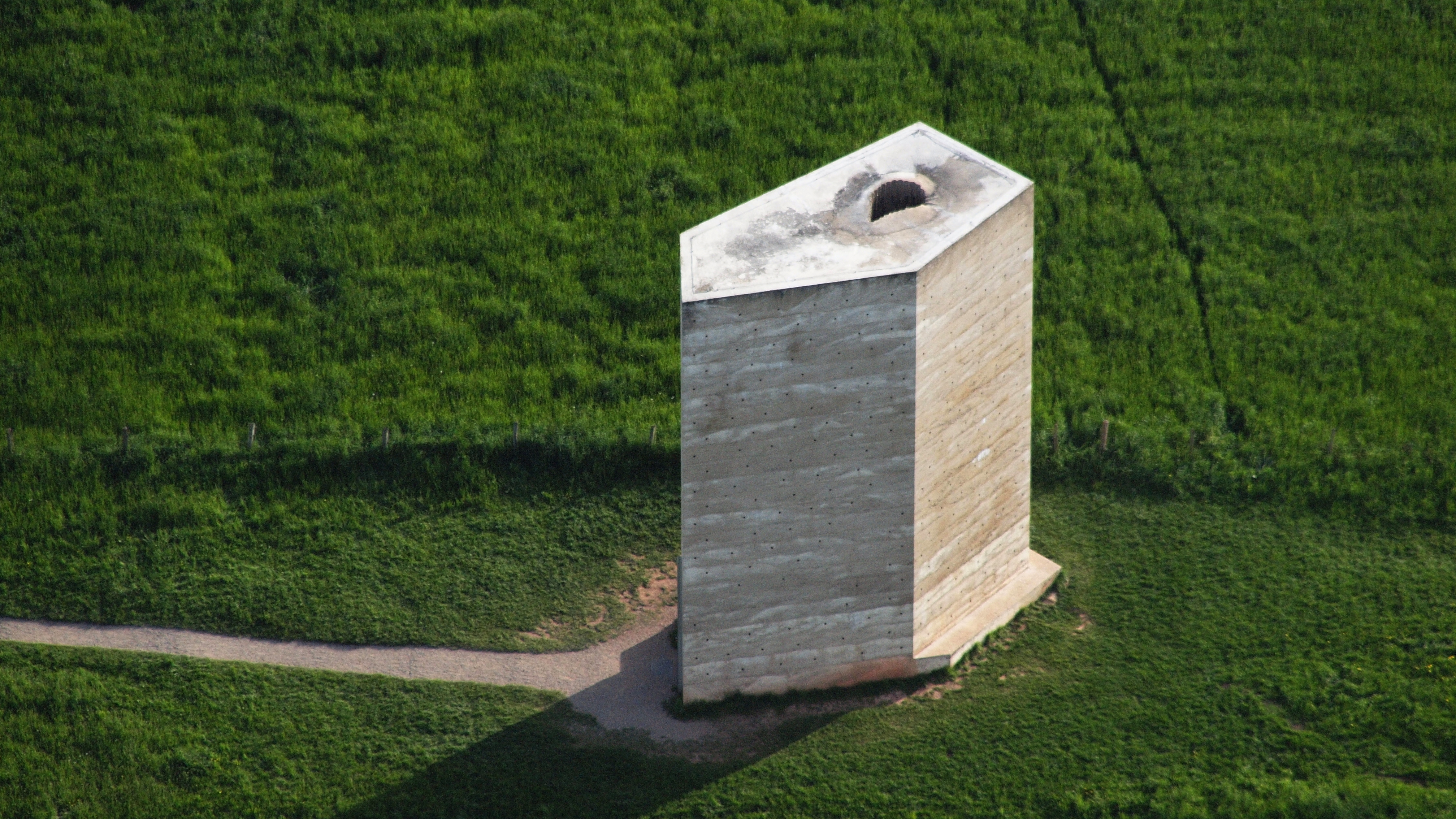
Bruder-Klaus-Feldkapelle, Luftaufnahme (2015)

## Verkehr
Die VRS-Buslinie 809 der RVK verbindet den Ort als TaxiBusPlus im Bedarfsverkehr mit Antweiler, Satzvey und Mechernich. Zusätzlich verkehren an Schultagen eine Fahrt nach Euskirchen und zurück sowie einzelne Fahrten der auf die Schülerbeförderung ausgerichteten Linie 867.
| Linie | Betreiber | Verlauf |
| ----- | --------- | --- |
| 809   | RVK       | MiKE (außer im Schülerverkehr): (Euskirchen – Billig – Kreuzweingarten) Antweiler – Wachendorf – Lessenich – Rißdorf – Lessenich – Satzvey Bf – Katzvey – (Kommern-Süd – Kommern –) Mechernich Stiftsweg – Mechernich Bf |
| 867   | Schäfer   | Satzvey – Antweiler – Wachendorf – Lessenich – Rißdorf – Weiler am Berge – Holzheim – Harzheim – (Eiserfey – Vussem – Breitenbenden –) Mechernich Stiftsweg – Mechernich Bf                                              |